# Радек Шлоуф
Радек Шлоуф (чеськ. Radek Šlouf, нар. 30 жовтня 1994) — чеський веслувальник на каное, бронзовий призер Олімпійських ігор 2020 року.

## Виступи на Олімпіадах
| Олімпіада  | Дисципліна                   | Місце |
| ---------- | ---------------------------- | ----- |
| Токіо 2020 | байдарки-двійки, 1000 метрів | 3     |